# Broćanac
Broćanac és un poble del comtat de Karlovac (Croàcia). Comunica amb l'autopista D1.
El 2011 tenia 27 habitants.